# Probirmamsell
Probirmamsell ist eine Polka-française die Johann Strauss Sohn zugeschrieben wird, die aber von Josef Bayer stammt. Ort und Datum der Uraufführung sind unbekannt.

## Einzelnachweis
1. ↑  Quelle: Englische Version des Booklets (Seite 119) in der 52 CDs umfassenden Gesamtausgabe der Orchesterwerke von Johann Strauß (Sohn), Hrsg. Naxos (Label). Das Werk ist als siebter Titel auf der 46. CD zu hören.